# American Born (film 1913)

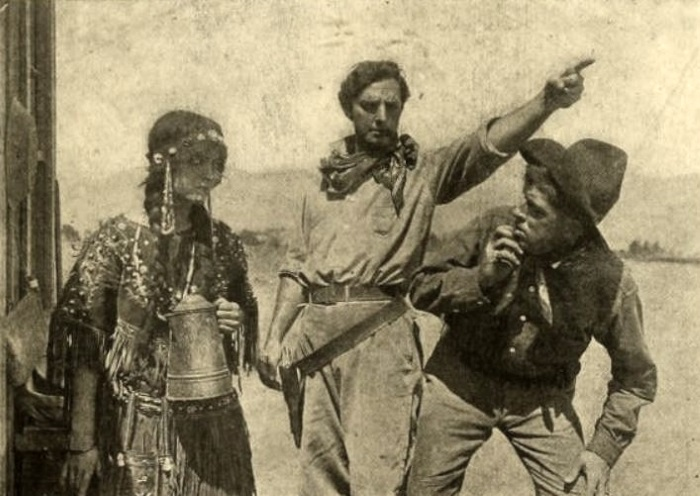
Un fotogramma del film

American Born è un cortometraggio muto del 1913 diretto da Lorimer Johnston e prodotto dalla Flying A.

## Trama
Sul letto di morte, la madre racconta al figlio la sua storia: di sangue nobile, era cresciuta in America dove, benché il suo vero nome fosse Dorothy, tutti la conoscevano come Pepita. Accudita da una fedele domestica indiana, parte con lei alla volta dell'Europa dove incontrerà per la prima volta i suoi nobili parenti. A casa del conte di Danvers, Dorothy conosce Richard, il figlio maggiore. Tra i due scatta la scintilla. Il conte padre, essendo un inventore di livello, non basa le sue rendite solo sul proprio patrimonio, ma presto gli investimenti che fa sulla sua nuova invenzione, una macchina a raggi X, aggiunti ai disastri combinati dal figlio cadetto, portano la famiglia sull'orlo della rovina. Richard, che si è fidanzato con Dorothy, rompe il fidanzamento per andare a cercare fortuna negli Stati Uniti nelle zone minerarie. Lei allora, che ben conosce il paese, decide di seguirlo senza che lui se ne accorga. Arrivata nel paese della sua infanzia, abbandona gli abiti europei e riprende le vesti indiane. Dopo varie avventure, durante le quali terrà sempre celata la sua vera identità a Richard, verrà salvata da lui dall'aggressione di un fuorilegge. Alla fine, i due innamorati torneranno nella loro tenuta inglese, dove nel frattempo, l'invenzione del conte ha ottenuto il meritato successo e dove il figlio cadetto supera i suoi problemi diventando finalmente un uomo.

## Produzione
Il film - girato con il titolo di lavorazione One Woman's Way - fu prodotto dalla Flying A (la futura American Film Manufacturing Company).

## Distribuzione
Distribuito negli Stati Uniti dalla Mutual, il film - un cortometraggio di ventidue minuti - uscì nelle sale cinematografiche il 1º dicembre 1913.